# 점박이땅벌
점박이땅벌(학명: Vespula vulgaris 베스풀라 불가리스[*])은 땅벌속의 벌이다. 구북구에 폭넓게 분포한다.
1. ↑  국립생물자원관. “점박이땅벌”. 《한반도의 생물다양성》. 대한민국 환경부.